# Phản lưới nhà

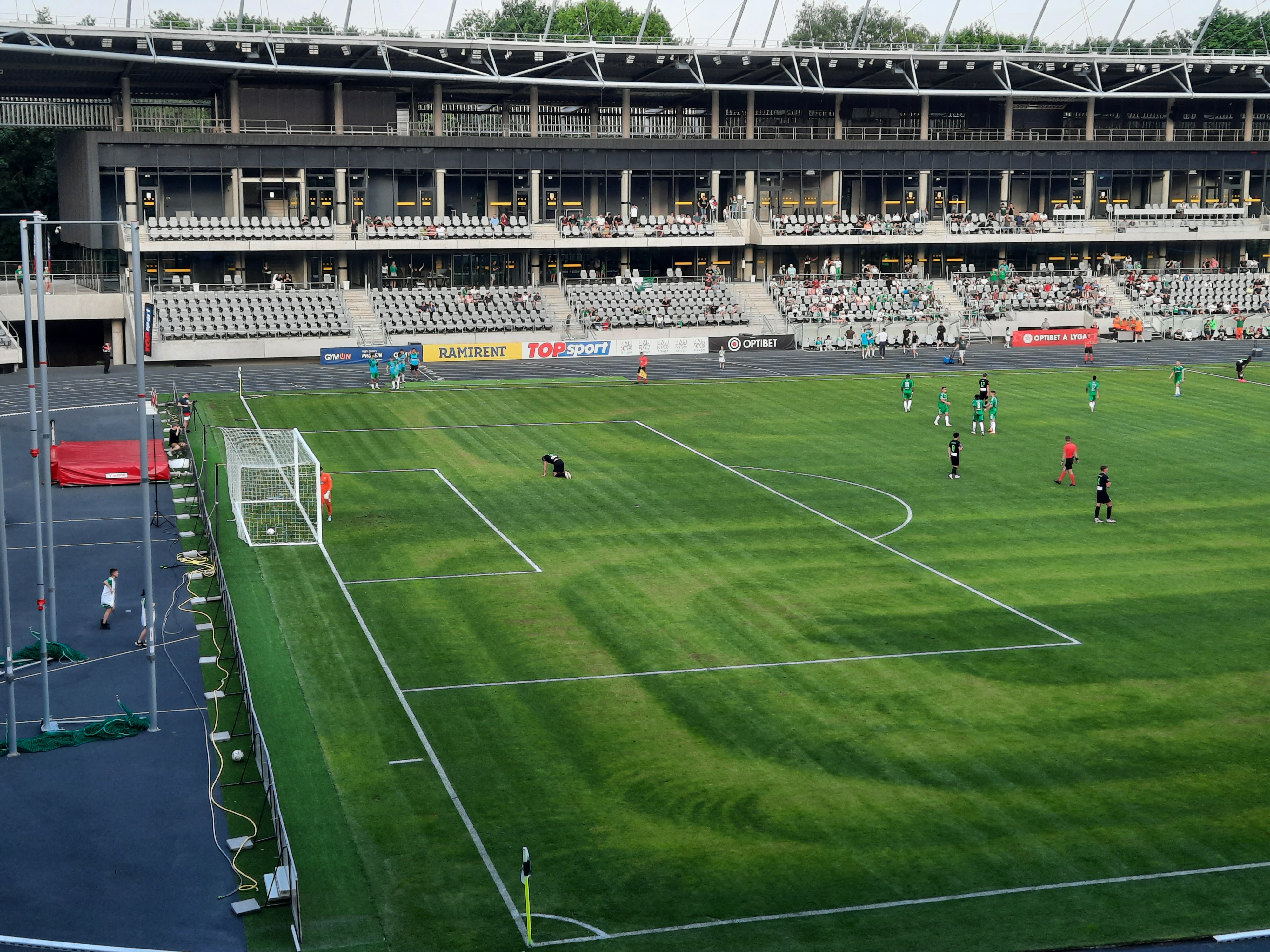
Khoảnh khắc sau một bàn phản lưới nhà (trận đấu tại Cúp bóng đá Litva 2023)

Phản lưới nhà là một sự kiện khi trong các môn thể thao ghi bàn có tính cạnh tranh (như là bóng đá hoặc bóng rổ), một cầu thủ ghi bàn vào lưới của đội nhà thay vì lưới của đội đối phương. Mục tiêu của phản lưới nhà đôi khi do năng lực phòng thủ của đối thủ, như khi cầu thủ/vận động viên đã bị chặn lại ở khu vực ghi bàn, nhưng cũng có thể xảy ra tình cờ. Vì bàn thắng của phản lưới nhà thường được thêm vào điểm số của đối phương, phản lưới nhà thường là một sai lầm của cầu thủ ghi bàn, nhưng trong một số môn thể thao, đôi khi nó được thực hiện vì lý do chiến lược.
Một đội bóng cố tình thua trận có thể do cố tình đá phản lưới nhà. Các cầu thủ đá phản lưới nhà như vậy có thể bị phạt hoặc cấm đá một số trận tiếp theo. Ví dụ như trong trận đấu AS Adema-SO l'Emyrne (149-0), các cầu thủ đội khách đã thay phiên nhau đá phản lưới nhà. Và họ không thể nào thoát khỏi những sự trừng phạt của liên đoàn bóng đá Madagascar.